# Shadoxhurst
Shadoxhurst – wieś w Anglii, w hrabstwie Kent, w dystrykcie Ashford. Leży 28 km na południowy wschód od miasta Maidstone i 80 km na południowy wschód od centrum Londynu. Miejscowość liczy 1135 mieszkańców.